# ريك غيتس
ريك غيتس (بالإنجليزية: Rick Gates)‏ هو أمين مكتبة وعالم حاسوب أمريكي، ولد في 18 أكتوبر 1956.